# Distrikt Huaripampa
Der Distrikt Huaripampa liegt in der Provinz Jauja in der Region Junín in Zentral-Peru. Der Distrikt wurde am 16. November 1864 gegründet. Er besitzt eine Fläche von 14,3 km². Beim Zensus 2017 wurden 1076 Einwohner gezählt. Im Jahr 1993 lag die Einwohnerzahl bei 1410, im Jahr 2007 bei 1049. Sitz der Distriktverwaltung ist die 3354 m hoch gelegene Ortschaft Huaripampa mit 1048 Einwohnern (Stand 2017). Huaripampa befindet sich 4,5 km südöstlich der Provinzhauptstadt Jauja.

## Geografische Lage
Der Distrikt Huaripampa befindet sich im Andenhochland zentral in der Provinz Jauja. Er liegt am Südufer des Río Mantaro.
Der Distrikt Huaripampa grenzt im Südwesten an den Distrikt Paccha, im Westen an den Distrikt Yauyos, im Norden an die Distrikte Sausa und Ataura sowie im Osten an den Distrikt Muquiyauyo.